# 観音寺 (人吉市)
観音寺（かんのんじ）は、熊本県人吉市願成寺町にある臨済宗妙心寺派の寺院。山号は正法山。本尊は聖観音。他に釈迦如来像（聖観音の右に設置）、阿弥陀如来像（聖観音の左に設置）を蔵している。道路案内等では「観音禅寺」とも表記。

## 概要
草創は南北朝時代の頃で、元中2年（至徳2年、1385年）、京都東福寺22世住職の固山一鞏（こざんいっきょう）の弟子無塵至清を球磨に招聘して、相良氏の第7代当主相良前頼によって建立された。
建立の経緯から相良氏との縁が強く、第13代当主相良長毎の次男・瑞堅（相良長隆）は東福寺で勉学して帰郷し、観音寺13世住持を務めた。しかしこの瑞堅の手によって火がかけられたため、大永6年（1526年）に全焼して、創建時の佇まいは失われた。慶長2年（1597年）にも焼失し、二度灰燼に帰している。
明治4年（1871年）に毀壊し、明治44年（1911年）には三度目の火災に遭った。
本尊の聖観音は「相良三十三観音」の第13番札所とされており、現在、人吉市文化財に指定されている。